# Utivarachna gui
Utivarachna gui is een spinnensoort uit de familie van de Trachelidae.
De wetenschappelijke naam van de soort werd in 1998 als Trachelas gui gepubliceerd door Zhu, Da-Xiang Song & Joo-Pil Kim.